# Lycaena paula
Lycaena paula är en fjärilsart som beskrevs av Schultz 1906. Lycaena paula ingår i släktet Lycaena och familjen juvelvingar. Inga underarter finns listade i Catalogue of Life.